# 俄羅斯航空593號班機空難

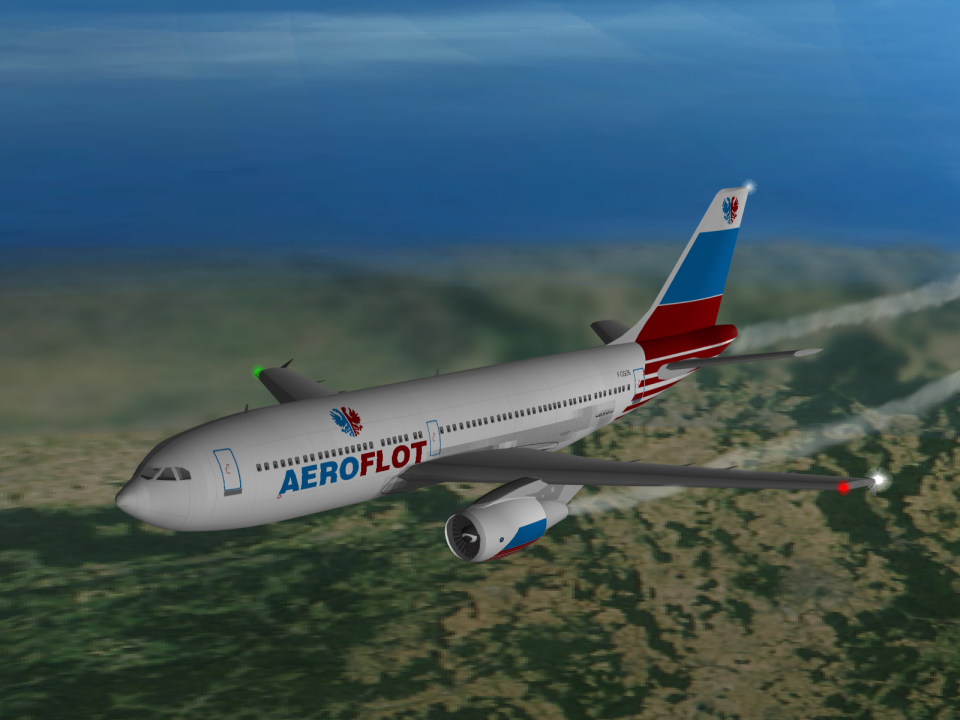
F-OGQS（俄羅斯航空593號班機）

俄羅斯航空593號班機是指於1994年3月23日凌晨在俄罗斯西伯利亚地區荒郊失事墜毀的一個航班，當時正由莫斯科谢列梅捷沃国际机场飛往香港啟德機場，以俄羅斯航空的空中巴士A310-304客機執行此航班。機上75名機員及乘客全部罹難。

## 意外經過
於事發日凌晨，肇事班機由莫斯科飛往香港，在俄罗斯西伯利亞上空33,000英尺以自動駕駛系統（Autopilot）向東飛行向Novokuznetsk通訊點。此時飛機突然向右轉，機身並以超過飛機設計負荷的45度角傾側，因傾側角度過大令飛機機翼的升力不足，飛機開始下降，自動駕駛系統因有維持33,000英尺飛行高度的指示而自動增大引擎馬力及拉高機首上升，但因上升速度過急機首拉得太高而致失速下墜，副機長即再拉高機首令飛機上升，最後飛機再因副機長把機首拉得太高而失速並高速翻滚垂直的向下衝，2分6秒後尽管机组人员重新取得飞机控制权，但最终还是由于飞机高度过低且无法看清前方地形状况而撞山坠毁。

## 乘客构成
机上共有12名机组人员（均为俄罗斯国籍，其中机长、副机长、机师各1名，空乘人员9名）和63名乘客（分别来自7个国家和地区），均在此次空难中丧生。
| 国籍/地区      | 乘客 | 机组人员 | 合计 |
| -------------- | ---- | -------- | ---- |
| 俄羅斯         | 40   | 12       | 52   |
| 中华人民共和国 | 6    | 0        | 6    |
| 英屬香港       | 6    | 0        | 6    |
| 中華民國       | 5    | 0        | 5    |
| 英国           | 4    | 0        | 4    |
| 印度           | 1    | 0        | 1    |
| 美国           | 1    | 0        | 1    |
| 合计           | 63   | 12       | 75   |

## 意外調查及原因

### 調查經過
意外調查由俄羅斯當局進行，並由制造商所在地法國專家協助。
調查人員並在空難現場發現令人不解之處：
- 機員出事前沒有向地面控制員發出求救訊號也沒向地面控制員說過他們遇到任何故障或問題。

### 意外原因

#### 相關人物
- 責任機長：丹尼洛夫（40歲，飛行時數9,500小時）
- 第二機長（第一副機長）：庫德林斯基（39歲，飛行時數9,000小時）
- 副機長（第二副機長）：皮斯卡雷夫（33歲，飛行時數5,885小時）
- 雅娜（庫德林斯基的女兒，12歲）
- 埃利达尔（庫德林斯基的兒子，16歲）

#### 主因／起因
調查人員在聆聽駕駛艙的通話記錄器的錄音帶後立刻發現令人震驚的意外原因，事發前正機長按正常程序離開了駕駛艙，在客艙休息，只有第一副機長和第二副機長在駕駛艙，而這時第一副機長帶了他兩名分別年紀15和12歲的子女到駕駛艙參觀，更讓他們坐在機長座位「學習」飛行，就在他的兒子在他的指示之下把由電腦自動駕駛中的飛機左轉後不久，飛機便突然向右轉並向右傾側和下降引發失控。
然而這並沒有解釋A310萬全的安全設計仍然失效的問題，調查人員查閱飛行紀錄儀顯示自動駕駛系統因有維持33,000英尺飛行高度的指示而自動增大引擎馬力及拉高機首上升，並因機首拉太高導致機上客人（包括在客艙休息的正機長、在機長座位的15歲第一副機長兒子和在機長座位後的座位的第一副機長）因G力被壓在座位上。第一次失速的時候自動駕駛已被全面解除，防失速功能隨後被啟動，控制飛機俯衝，只有在副機長座位的第二副機長能拉到控制桿尝试控制失控的飛機，可是在飛機恢復手動後，因第二副機長持續把機首拉得太高而第二次失速，並進入螺旋下墜時，第一副機長才成功跟他的兒子掉換座位，坐上機長座位與第二副機長同時嘗試控制下墜的飛機。雖然他們最終令飛機停止下墜，但是已下降太多且兩名副機長也未察覺下降幅度，幾乎就在他們成功令飛機以水平飛行後便立即撞山，同時爆炸起火。正機長始終沒機會回到駕駛艙。

#### 其他原因
- 若飛機正由自動駕駛系統操作，理論上即使第一副機長的兒子以操作桿讓飛機左轉，也不應影響飛機正常飛行。調查人員使用A310的模擬飛行艙試驗後發現，只要以操作桿作出與自動駕駛指令不符合的指令輸入超過30秒，有關部分的自動駕駛便會自動被解除，並且不會發出解除自動駕駛的警告（而俄製的飛機在此情況下會發出警報），且其它原由自動駕駛系統操作的部分則仍維持自動駕駛。因此在這意外中，因第一副機長的兒子在將操作桿左轉超過30秒，自動駕駛系統的方向操作部份因而被解除，轉回人工操作。但是因為其它部份仍由自動駕駛系統操作，所以當系統發現因長期右轉導致飛機下降時，便拉高機首嘗試重回設定的33,000英尺飛行高度，又沒有適當的提示功能，因而引致之後的連串問題。

- 在第一次下墜時，因為飛行動作已超過設計上限，所以自動駕駛系統也全面自動解除，機組人員也注意到了解除提示並轉向試圖手動控制。但是因為飛機的另一套自動系統能緊急防止失速的螺旋下墜，所以此時機組人員只要放手並且不控制飛機，飛機便會自動恢復水平飛行。但是因為機組人員在受訓時並沒有被告知A310自動駕駛系統可能會被部分解除，也不知道飛機有在超過動作上限時，自動駕駛又會介入進行俯衝，防止失速的設計，導致副機師過度操作飛機引發第二次失速，最終造成這場意外。

## 意外以後

### 班機編號
跟其他飛航意外之後的慣例不同，俄航並未更改肇事的班機編號，SU593仍用於莫斯科飛往香港的俄航班機編號至2011年。2005年起與國泰航空聯號經營。
香港航線由1994年的每週2班增至2006年的每週4班。新增班機為SU591。2004年俄航改用波音767-300ER客機。在俄航于2012年3月重新分配航班编号之后，由莫斯科飞往香港的航班编号更改为SU212，2015年起與加魯達印尼航空聯號航空、並改為空中巴士A330-200型或A330-300型客機飛行。現時已全面採用B777-300ER型客機飛行。

### 同款客機
在空難發生3年後，空中巴士再沒有接到新的A310訂單，並於2007年停產A310；至於俄航亦於2004年將所有租用的A310退還。

### 增加訓練內容
許多航空公司引入「極端情況下如何操控飛機」的訓練，以免在類似狀況下，機員無法救回飛機。

### 張旭昇、李黎顏紀念獎學金
兩位來自台灣的《中國時報》攝影記者李黎顏與文字記者張旭昇，因赴俄羅斯採訪新聞，在回程時搭上此班機之後遇難。《中國時報》之後創立了「張旭昇、李黎顏紀念獎學金」，紀念兩人殉職。

### 类似事件
2019年11月3日，有新浪微博网友发现一女子坐在桂林航空的驾驶舱内的照片。经过调查，桂林航空发表声明，确认事发于当年1月4日由桂林飞往扬州的GT1011次航班上，机长允许其网红女友进入飞机驾驶舱拍照。该公司在调查后决定对当班机长予以终身停飞的处罚，其余机组人员予以无限期停飞处罚并对其进行进一步调查。

## 資料來源
- 國家地理頻道的空中浩劫紀錄片節目第3季第10集
- AirDisaster.Com Accident Photo: Aeroflot 593 - Airbus A310-304 F-OGQS

## 外部連結
- （俄文） Final accident report of Aeroflot 593
- Airliners.net（页面存档备份，存于）事故飛機照片
- 香港無綫新聞對這次空難的報導（页面存档备份，存于）